# Western Union

Logotipo da Western Union.

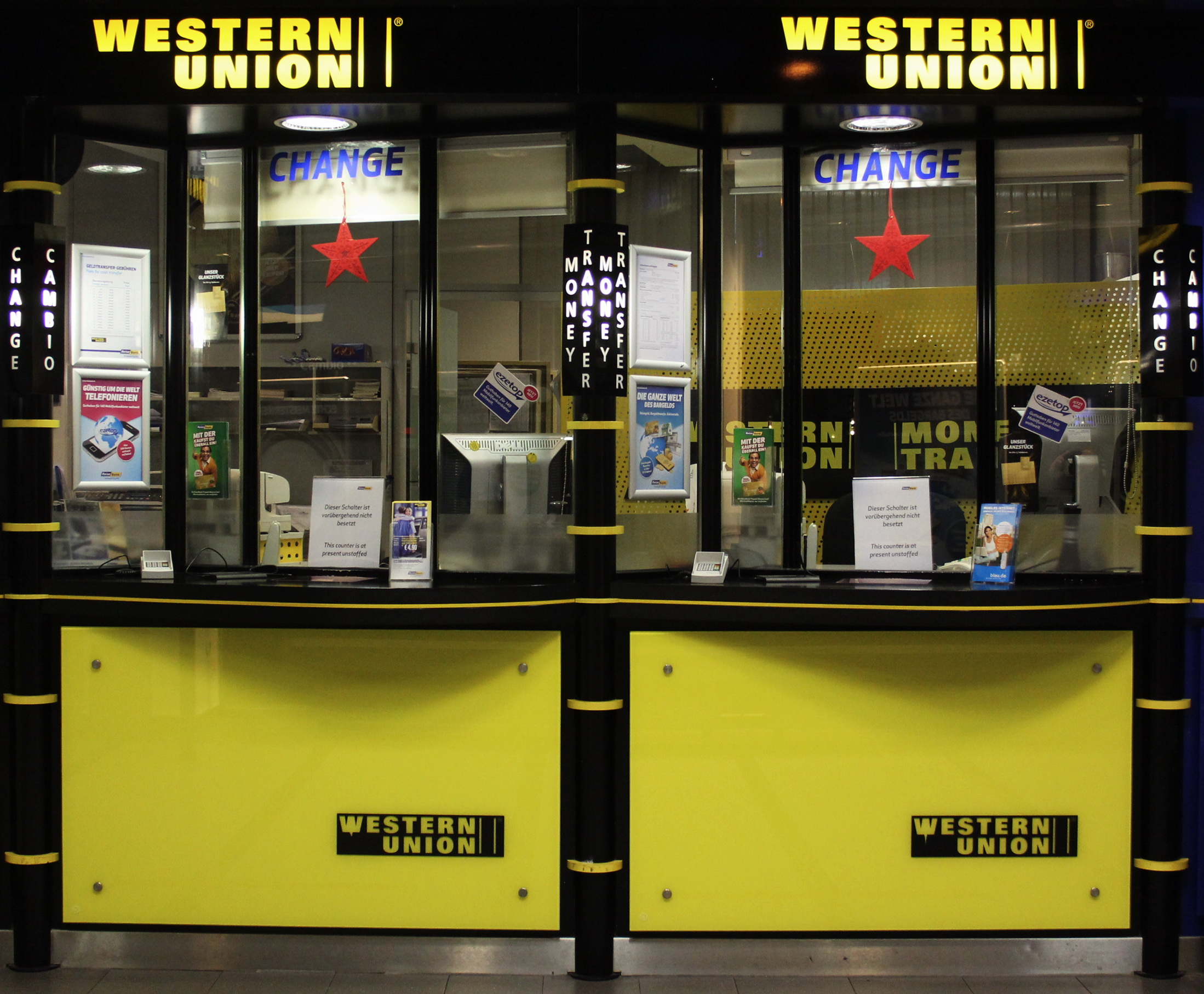

Western Union (WU), (NYSE: WU) é uma empresa multinacional que oferece serviços financeiros e de comunicação. Tem a sua sede nos Estados Unidos, em Greenwood Village, Colorado, e a sede de Marketing Internacional e Serviços Financeiros em Montvale, Nova Jérsei.
Embora atualmente não seja mais oferecido, o serviço de transmissão de telegramas da Western Union foi o mais conhecido do mercado estadunidense.
A empresa oferece vários serviços, como transferências de dinheiro pessoa para pessoa, ordens de dinheiro e serviços comerciais. Em 5 de dezembro de 2005 a empresa contava com mais de 250 000 pontos de venda em 195 países diferentes do mundo, gerando nesse ano lucros na ordem dos 3 bilhões de dólares.

## História
A Western Union foi fundada em Rockester, Nova Iorque, em 1851, com o nome de The New York and Mississippi Valley Printing Telegraph Company.
Depois que Jeptha Wade tinha adquirido uma série de empresas da concorrência, a empresa mudou o nome para Western Union Telegraph Company em 1856 após a insistência de Ezra Cornell (um dos fundadores da Universidade de Cornell) para que o nome da empresa refletisse a união das linhas telegráficas que iam "de costa a costa".
E assim, em 1861, a Western Union completou a primeira linha telegráfica transcontinental. Em 1865 fundou a companhia Telégrafo Russo Americano, em uma tentativa de unir a América com a Europa. Esta linha passava pelo Alasca, Sibéria e finalmente chegava a Moscou.
Em 1871 a empresa introduziu seu serviço de transferência de dinheiro, com base na sua extensa rede de telégrafos.
Em 1879, a Western Union saiu do negócio de telefonia depois de perder um pleito de patentes com Bell. Como o telefone estava começando a substituir o telégrafo, a transferência de dinheiro passou a ser o seu principal negócio.
A partir de 1974 a Western Union se tornou a primeira empresa de telecomunicações da América a manter a sua própria frota de satélites de comunicações geoestacionários.
Devido à diminuição dos benefícios e das dívidas, a Western Union começou lentamente a se desfazer das telecomunicações a partir do início da década de 1980. E graças à desregulamentação no momento, a empresa começou a enviar dinheiro para fora do país.

## Participação nas primeiras redes de computadores
Western Union participou da Automatic Digital Network (AUTODIN), uma aplicação militar para a comunicação que começou a se desenvolver na década de 1960 e que se tornou a precursora da moderna Internet (que surgiu na década de 1990). Nos Estados Unidos, o Defense Message System (DMS) substituiu a AUTODIN em 2000.
A AUTODIN era um serviço muito primitivo que utilizava leitores de cartões perfurados para enviar e receber dados através de linhas de transmissão simétrica.
A Western Union fracassou em suas tentativas de criar um substituto (o AUTODIN II), o que permitiu o desenvolvimento de um sistema aceitável de comutação de pacotes de rede BBN (o promotor de ARPANET), que se tornou o fundamento da atual Internet.
A AUTODIN parou de funcionar em 2000, quando fazia anos que já estava obsoleto.

## O fim dos telegramas
No início de 2006, a Western Union divulgou o seguinte anúncio em seu site:
Isso pôs fim à era dos telegramas, que se tinha iniciado em 1851 com a fundação da empresa, The New York and Mississippi Valley Printing Telegraph Company, que durou 155 anos de serviços ininterruptos. A Western Union informou que o envio de telegramas se reduziu a um total de apenas 20 000 por ano, devido à concorrência de outros serviços de comunicação como e-mail. Os empregados foram informados da decisão em meados de janeiro.

## Bloqueio de algumas transações
A Western Union bloqueia as transações suspeitas de ligações terroristas, como parte de sua participação na guerra contra o terrorismo. Na prática, isso significa que muitas vezes pode negar o serviço a alguns remetentes que especificam destinatários com nome árabe. Também bloqueiam transações de pessoas sem esses nomes, baseando-se em critérios que a empresa se nega a revelar.
Atualmente, as transferências que são enviadas pela Western Union é obrigatório confirmar a identidade do remetente. Ocasionalmente, a transferência falha, e o serviço de atendimento ao cliente informar o remetente de que a transação "não satisfaz os nossos requisitos". O custo da transação, porém, ainda é a cargo do cartão bancário do remetente, que retorna depois.

## Luta contra as fraudes eletrônicas
A Western Union aconselha aos clientes que não enviem dinheiro a pessoas desconhecidas. Apesar de seus esforços em conscientizar os usuários do problema, os criminosos continuam usando a Western Union para a fraude eletrônica.
A Western Union foi obrigada a manter registros das transferências para evitar a lavagem de dinheiro. No entanto, esta informação só pode obter uma ordem judicial e, portanto, casos como a fraude nigeriana ou a fraude romena continuam produzindo através da Western Union, porque uma vez que o dinheiro chega ao escroque estrangeiro, é quase impossível de recuperar. A companhia colocou à disposição dos clientes que acham que podem ter sido enganados um endereço de e-mail: spoof@westernunion.com.
Por esta razão, proibiu-se como forma de pagamento no eBay.